# Rosston (Arkansas)
Rosston è un comune degli Stati Uniti d'America, situato in Arkansas, nella contea di Nevada.